# Харп (селение)
Харп (ингуш. Хьарп) — ингушский башенный посёлок, покинутое селение в Джейрахском районе Ингушетии. Расположено в Кистинском ущелье у подножия Столовой горы. В селении находится архитектурный комплекс «Харп», представленный множеством исторических объектов: одна боевая башня (вӀов) и восемь жилых башен (гӀала), а также четыре склеповых могильника (маьлхара каша). В настоящее время данные объекты ингушской архитектуры и вся территория поселения входят в Джейрахско-Ассинский государственный историко-архитектурный и природный музей-заповедник и находятся под охраной государства. Отсюда ведёт свое происхождение тайп Харпхой. 
Селение основано в XVI веке, а его боевая башня по преданиям считается возведённой в XVII веке. Она сохранилась на высоту 13,5 м, в 2019—2020 гг. была отреставрирована. Также была восстановлена расположенная рядом жилая башня. 

## В культуре
Ингушский поэт Али Хашагульгов, восхищаясь стройностью боевой башни Харп, сравнивал её с кораблём, плывущим в море.